# サーバ
- サーバ
- サーバー

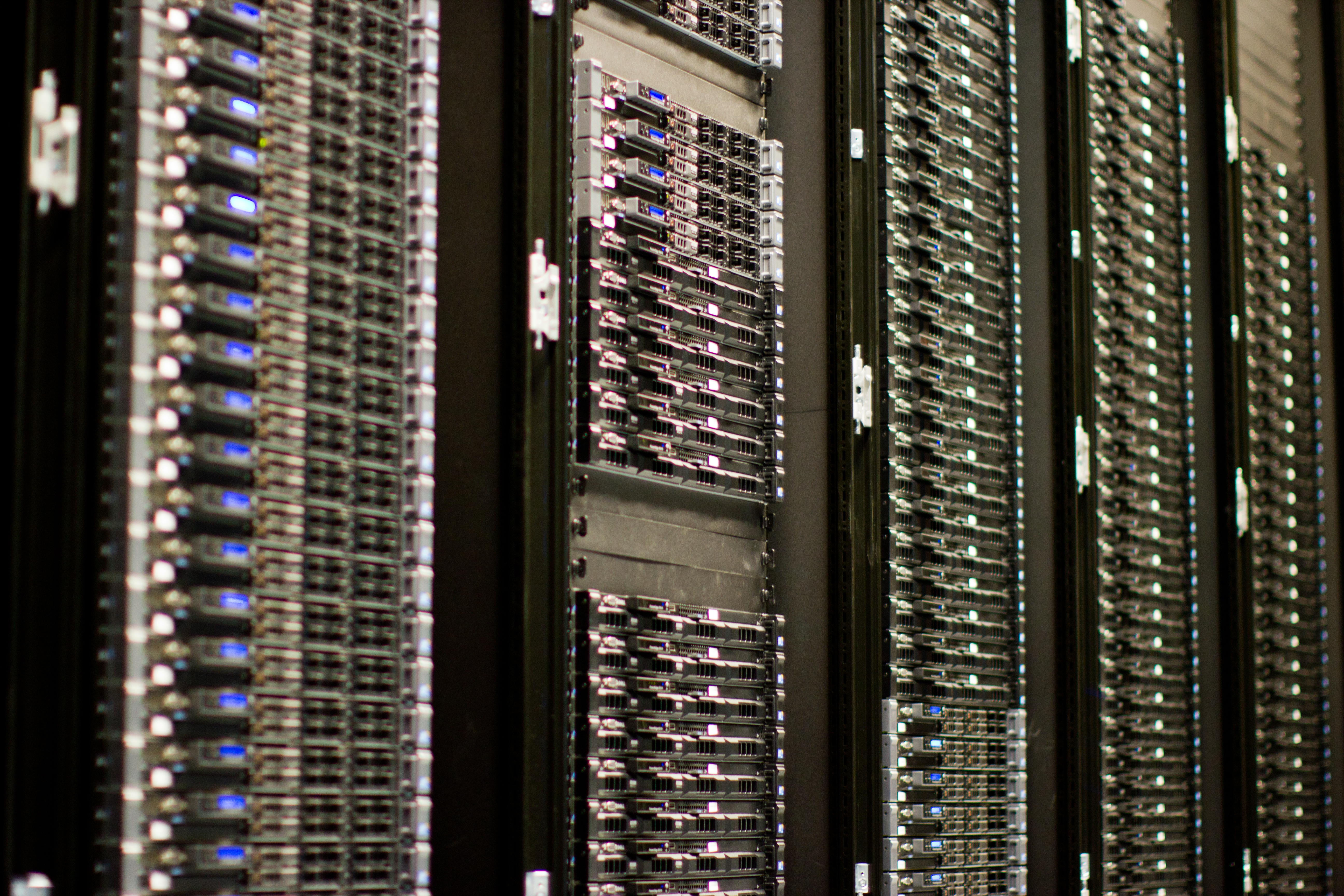
ウィキメディア財団のサーバ

サーバ または サーバー（英: server）は、クライアントと呼ばれるコンピュータやソフトウェアや人のリクエストに応じてデータやサービスを提供するソフトウェアあるいはその機能を果たすコンピュータのことである。

## 概要
コンピュータ分野のクライアントサーバモデルでは、クライアントからの要求に応じて、データや処理結果などを提供する機能を果たす側のシステムやソフトウェアのこと。本稿ではこの意味で記載する。サーバにはファイルサーバ、メールサーバ、Webサーバなど多数の用途や種類がある。更にサーバ用のコンピュータ機器（ハードウェア）には、多種多様の物が存在する。
「サーバ」という表現の由来
複数のコンピュータ（やソフトウェア）の間の関係を「client クライアント、お客 」と「server　お仕えする人、奉仕する人」という関係に喩えたものである。
一方のコンピュータやソフトウェアが何らかの要求（リクエスト）を行い、その要求に応えて、まるでお仕えするかのようにデータやデータ処理などのサービスを提供しているシステムなので「server」と呼んでいる。

サーバは複数のクライアントからの要求に応じてサービスやリソースを提供する。クライアントサーバモデルのイメージ図

サーバとは、本来はコンピュータネットワークで使用される分散コンピューティング技術の1つであるクライアントサーバモデルでの用語である。サーバはクライアントからの要求（リクエスト）に応じて、何らかのサービス（処理）を提供する側の機能あるいはシステムである。提供するサービスはサーバの種類によって異なり、例えばファイルサーバであれば保管しているファイル（データ）の提供、プリントサーバであればプリンターへの印刷処理の提供、ウェブサーバであればウェブページを構成するHTMLファイルや画像ファイルなどのデータの提供をするなど、さまざまである。
なお、物理的に1台のコンピュータの中に、例えばFTPサーバとウェブサーバなど複数のサーバが稼働することもあるし、同様にサーバとクライアントの両方の機能が置かれる事もある。また一部のプリントサーバのように、アプライアンスとしてハードウェアの形態で提供されるサーバも存在する。
1980年代のクライアントサーバモデルおよび概念の普及以来、従来は大型コンピュータ、メインフレーム、ミニコンピュータ、オフィスコンピュータなどと呼ばれていた、比較的中型から大型のコンピュータも、オープン標準対応が進展し最初の定義文のような使われ方をされることが増えるにつれ「サーバ」と呼ばれることが増えた。

### 表記揺れ
日本語では「server」をそのままカタカナに音写して使うようになったが、「サーバ」「サーバー」の表記揺れがある。「サーバ」は日本工業標準調査会に由来し伝統的に技術者が用いてきたもので、「サーバー」は国語審議会と一般メディアに由来し、2008年以降のマイクロソフトなどこちらに切り替えた技術者もいる。

## 歴史
1960年代まではメインフレームやオフィスコンピュータに代表される集中処理が行われていた。当時コンピュータは非常に高価で、研究機関や大企業の専門部署にごく限られた数しか存在しなかった。処理能力も（現在と比べれば）貧弱で、多数の利用者が1台のコンピュータの処理能力を分け合っていた。コンピュータ処理の大半は中央の「ホストコンピュータ」側で行われ、「端末」（ターミナル）側は最低限の画面制御（入力チェック、描画等）しか担当しなかった。
1970年代から1990年代にかけて、分散処理に移行していった。コンピュータの性能が向上する一方で価格は下がるダウンサイジングで、サーバ用ホストマシンを目的別に部課単位で手軽に用意できるようになった。同時にワークステーションやパーソナルコンピュータなど高機能な「クライアント」も身近になり、処理の多くを「クライアント」で行い、「サーバはクライアントからの要求を処理する（のみ）」というクライアントサーバモデルが普及した。
1990年代後半から2000年代、インターネットが普及すると、サーバはより身近な存在になった。素人でも自宅サーバやホスティングサーバを利用するようになった。企業のサーバ用ホストマシン利用も進んだ。しかし、サーバ用ホストマシンの乱立は管理上好ましくないため、サーバ機能をデータセンタなどに集約し、1台のホストマシンの中で複数のサーバプログラムを稼働させる仮想化など新しい形態の集中処理が普及した。
2010年代には、クラウドコンピューティングの普及が進んだ。サーバ用ホストマシンはサービス提供者に集約していく可能性がある。業種によっては、クラウドサービスとオンプレミスの使い分けるというサーバ利用形態が一般的となった。また、IoTという新たなトレンドも生まれ、サーバーで処理するデータは今後も増加していくと見られている。
2008年、世界で約810万台、日本で約60万台のサーバ用のホストマシンが出荷された。
2008年に世界で出荷されたサーバ用ホストマシンの2割をマイクロソフト、グーグル、ヤフー、アマゾンの4社が購入したという推計もあった。
| 事業者   | サーバ用ホストマシン保有台数 |
| -------- | ---------------------------- |
| Amazon   | 7万〜10万台（推定）          |
| Google   | 300万台（推定）              |
| Facebook | 3万台                        |

## ソフトウェア

### 特徴
サーバソフトウェアは通常、下記のような点に重点を置いている。
- 多数のユーザーの同時アクセスに対応できる、性能とデータ整合性
- アカウント管理やポリシー管理やログ管理などの、セキュリティーや対監査性
- 連続稼働に耐える信頼性、可用性、保守容易性
- 将来の変更や拡張が容易な、拡張性

### 種類
サーバ機能を提供する主なソフトウェアの種類には以下がある。
| サーバ                 | 機能                                                     |
| ---------------------- | -------------------------------------------------------- |
| データベースサーバ     | データベース処理                                         |
| トランザクションサーバ | トランザクション処理                                     |
| アプリケーションサーバ | アプリケーション処理（特に Java アプリケーションサーバ） |
| ウェブサーバ           | ウェブアプリケーション処理（Apacheなど）                 |
| メールサーバ           | メールサービス（Sendmail など）                          |
| FTPサーバ              | ファイル転送                                             |
| ファイルサーバ         | ファイル共有                                             |
| プリントサーバ         | プリンター共有                                           |
| DNSサーバ              |                                                          |
| DHCPサーバ             |                                                          |
| プロキシサーバ         |                                                          |

これらサーバ用ソフトウェアは、1台のコンピュータ（ハードウェアやオペレーティングシステム）で複数の種類を稼働させる場合や、ネットワーク上の複数のコンピュータ間で相互に連携する場合がある。また同じ種類のサーバを複数のコンピュータで稼働させてコンピュータ・クラスター構成として、負荷分散やスケーラビリティや障害対策とする場合もある。

### オペレーティングシステム
サーバ用に使用される主なオペレーティングシステムには以下がある。これらには現在は、上記サーバ機能のいくつかは標準で含まれている。
台数ベースの統計で言うと、（基本的に無料の）Linuxが圧倒的な首位。2位はWindows Serverで、3位はUNIX（なおここでの「UNIX」は統計のための大まかな分類法で、具体的にはHP-UX、AIX、Solarisなどがある。下のリストの「その他」に挙げる）。金額ベースの統計では有料のOSのWindows Serverが首位である。
世界のサーバで、特に使われている台数が多いOSは次の2種
- Linux （フリーかつオープンなソフトウェア）
- Windows Server（マイクロソフト）

その他
- HP-UX（HP, HPE）
- AIX（IBM）
- z/OS（IBM）
- IBM i (旧称：i5/OS, OS/400)
- Solaris （サン・マイクロシステムズ → オラクル）
- OS2200/MCP （ユニシス）
- macOS Server （Apple）
- OSIV/MSP/OSIV/XSP （富士通）
- ACOS　（日本電気 NEC）
- VOS3 （日立製作所）

## サーバ用ホストマシン

### 特徴
サーバソフトウェアを稼働させることに特化したホストマシンとして販売されているハードウェアは、機種やモデルにもよるが、個人向けコンピュータと比較して以下の特徴がある。
- 性能

ハイエンドのCPUを多数（1〜256コアなど）搭載できる他、高速なバス、周辺機器などを備える。
- 連続稼働性

後述の可用性にも関連するが、業務により求められる24時間365日に近い連続稼働を実現するため、計画停止および計画外停止の時間を最小化するための各種設計が行われている。
- 信頼性・可用性・保守性(RAS)

個々の部品の信頼性（設計・製造・検査、誤り検出訂正機能付のメインメモリなど）に加え、特定の部品で故障が発生した場合の可用性（重要部品の冗長化、RAIDなど）や、部品の診断や交換が短時間または無停止で行える保守性（各種のログ機能、診断プログラム、ホットスワップなど）を備える。内部のハードウェアを完全に二重化した専用サーバ（フォールトトレラントコンピュータ、一部のハイエンドサーバ）の他、通常のサーバを複数使用してコンピュータ・クラスターを構成する場合も多い。またメーカー側は保守部品の長期保管や、保守契約に応じて24時間365日の緊急出荷体制などを行っている。
- 運用管理

多数のサーバの稼働状況を遠隔地からも集中管理できる機能が、ハードウェアおよびソフトウェアにて提供されている。管理はGUIツールの他、遠隔地でも軽くて履歴が残り手順書などに再利用が容易なキャラクタユーザインタフェースが組み合わされる場合も多い。またネットワークや電話回線経由でメーカーへ障害情報を自動通知できるものもある。
- 設備

特にデータセンタ用のモデルは、専用のラック、電源（200V、無停電電源装置など）、空調などを必要とするものが多い。集積度が高いものは、発熱やファンの騒音が大きいものも多く、空冷の他に水冷を採用したサーバやラックもある。

### 種類
サーバとして販売されるコンピュータ（ハードウェア）には、多種多様の物が存在する。

#### アーキテクチャ
アーキテクチャによるサーバの分類には以下がある。
- UNIXサーバ - ハードウェアの分類上は、CPUにRISCまたはIA-64を搭載したUNIX専用サーバを指す場合が多い
- PCサーバ（「x86サーバ」「IAサーバ」とも）
- ミッドレンジサーバ（フォールトトレラントコンピュータ、オフィスコンピュータなど）
- メインフレームサーバ

上記の分類の他に「大規模な企業向けのサーバ」との意味で「エンタープライズサーバ」との呼称も使われるが、実際のアーキテクチャはメーカーにより異なり、ハイエンドのPCサーバを指す場合、メインフレームやフォールトトレラントコンピュータなど専用のコンピュータを指す場合、それらを総称する場合など、さまざまである。
また以上の他、NASなどのネットワーク・アプライアンスもサーバの分類に含まれる場合がある。

#### 筐体の形状
筐体の形状による分類には以下がある。それを、各形状の2019年の市場規模の順に挙げると次のようになる。
ブレード型
ブレードと呼ばれる薄いサーバをシャーシと呼ばれる筐体に複数差し込む形態のサーバである。詳しくはブレードサーバを参照。
マイクロサーバ
ブレードサーバ風のカートリッジに搭載された複数の省電力サーバノードがシャーシに密に詰め込まれたものであり、複数のマイクロサーバでネットワーク・電力・冷却機能を共有する。
ラックマウント型
インターネットデータセンター等に設置されているサーバ用のラック（19インチラック）にマウントするのに適した形状のサーバである。ラックサーバとも呼ばれる。詳細はラックマウント型サーバを参照。
タワー型（ペディスタル型）
机や床などに据え置きするタイプのサーバで、タワー型PCと同様な形をしている。大きさはPC/AT互換機のミニタワーサイズから冷蔵庫大サイズまで様々ある。

### 市場シェア
|     | 2020年   | 2020年 | 2019年   | 2019年 | 2018年   | 2018年 |
|     | メーカー | %      | メーカー | %      | メーカー | %      |
| --- | -------- | ------ | -------- | ------ | -------- | ------ |
| 1   | HPE      | 16.3   | HPE      | 18.7   | HPE      | 18.4   |
| 2   | Dell     | 15.7   | Dell     | 17.8   | Dell     | 17.5   |
| 3   | Inspur   | 9.1    | IBM      | 8.3    | IBM      | 13.0   |
| 4   | IBM      | 6.8    | Inspur   | 6.6    | Lenovo   | 5.3    |
| 5   | Huawei   | 5.6    | Lenovo   | 6.2    | Cisco    | 5.1    |
| 6 - | その他   | 21.0   | その他   | 22.4   | その他   | 20.2   |

|     | 2020年   | 2020年 |
|     | メーカー | %      |
| --- | -------- | ------ |
| 1   | 富士通   | 23.9   |
| 2   | NEC      | 23.0   |
| 3   | HPE      | 14.0   |
| 4   | Dell     | 9.2    |
| 5   | IBM      | 8.5    |
| 6 - | その他   | 21.4   |